# Reggaetón de markesina
Reggaetón de markesina es un mixtape del rapero puertorriqueño Maldy. Se lanzó bajo el sello Maldy Records en el año 2007. Cuenta con las colaboraciones de Arcángel, Sir Speedy, Lito MC Cassidy, entre otros.

## Lista de canciones
| N.º | Título | Duración |  |
| 1.  | «Intro» | 2:12     |  |
| 2.  | «Reggaeton de markesina» (Plan B con Blak Label, Master Joe, Jenny, Don Chezina, Tommy Viera, Great Kilo, Lennox, Sir Speedy, Jason, Nano MC) | 5:25     |  |
| 3.  | «La Velocidad» (Plan B) | 3:54     |  |
| 4.  | «Pichéala y Deja Que Se Vaya» (con Arcángel)                                                                                                  | 2:39     |  |
| 5.  | «Masoquismo» (con Lito MC Cassidy) | 3:12     |  |
| 6.  | «Si Eres Freak» (Plan B) | 2:56     |  |
| 7.  | «Mi Bailarina» (con Sir Speedy) | 3:58     |  |
| 8.  | «Cuando Va A Parar» | 3:43     |  |
| 9.  | «Bati Bum Bum» (con Jason) | 3:17     |  |
| 10. | «Getting Down» (con Delirious) | 3:54     |  |
| 11. | «Todos son mis Panas» (Plan B) | 2:45     |  |
| 12. | «Tócala» (con Don Chezina) | 3:21     |  |
| 13. | «La Pista Esta Llenísima» (con Opi, Jason) | 3:37     |  |
| 14. | «Bubble Gum» (con Opi) | 2:20     |  |
| 15. | «Navegar» (con Randy, Amaro, Gomba Jahbari)                                                                                                   | 4:43     |  |
| 16. | «Donde Nos Quedamos» (con Carifresco) | 3:25     |  |
| 17. | «Sombras» | 3:00     |  |
| 18. | «Reggaeton en la Marquesina» (con Lennox, Nano MC)                                                                                            | 3:31     |  |
| 19. | «Furia Bestial» | 3:22     |  |
| 20. | «Tú me Tienes Loco» (Michiland con Sir Speedy)                                                                                                | 3:49     |  |
| 21. | «El Bow Bow» (con Blak Label) | 2:52     |  |

### Ediciónstreaming
A finales del 2015 el mixtape fue publicado en las plataformas de música vía streaming, sin embargo, muchas de las canciones de la edición original no fueron incluidas. Esta versión se titula "Reggaeton de Marquesina, Vol. 1" y cuenta con 10 canciones, incluye 2 temas nuevos, «La Chica de Mi Barrio» junto a Tommy Viera y «Pretty Lady Don't Cry» con Lennox. 
• Adaptados desde Apple Music.

| N.º | Título                                    | Duración |  |
| 1.  | «Bailarina» (con Speedy)                  | 4:05     |  |
| 2.  | «Si Eres Freak» (Plan B)                  | 2:55     |  |
| 3.  | «Furia Bestial»                           | 3:22     |  |
| 4.  | «Mi Víctima» (con Opi)                    | 3:42     |  |
| 5.  | «Picheale» (con Arcángel)                 | 2:38     |  |
| 6.  | «Pretty Lady Don't Cry» (con Lennox)      | 2:48     |  |
| 7.  | «Masoquismo» (con Lito Mc)                | 3:11     |  |
| 8.  | «Bubble Gum» (con Opi)                    | 2:20     |  |
| 9.  | «Getting Down» (con Delirous)             | 3:54     |  |
| 10. | «La Chica de Mi Barrio» (con Tommy Viera) | 3:20     |  |